# フランク・フィールディング
フランク・フィールディング（Frank Fielding、1988年4月4日 - ）は、イングランド・ブラックバーン出身のプロサッカー選手。ストーク・シティFC所属。ポジションは、GK。

## 経歴

### クラブ
地元クラブのブラックバーン・ローヴァーズFCの下部組織出身。しかしトップチーム昇格後は出番を得られず、レンタル移籍を繰り返した。
結局ブラックバーンで1試合も出場しないまま、2011年5月に昨シーズンからレンタルで加入していたダービー・カウンティFCに完全移籍で放出された。
2013年6月26日、リーグ1のブリストル・シティFCに移籍。
2019年6月28日、ミルウォールFCに加入。
2021年12月1日、ストーク・シティFCと短期間の契約を結んだ。2022年1月27日、ストーク・シティとの契約を2021-22シーズン終了まで延長した。

### 代表
U19とU21イングランド代表歴がある。
2010年8月、A代表初招集。ハンガリーとの親善試合で、ベン・フォスターに代わり招集された。当時3部リーグに所属していたフィールディングの招集決定は、多方面から批判が寄せられた。フィールディングはベンチ入りしたものの、結局試合に出場することはなかった。

## 所属クラブ
ユース
- ブラックバーン・ローヴァーズFC 2004-2007

プロ
- ブラックバーン・ローヴァーズFC 2007-2011

→ウィコム・ワンダラーズFC 2007 (loan)
→ウィコム・ワンダラーズFC 2008 (loan)
→ノーサンプトン・タウンFC 2008 (loan)
→ロッチデールAFC 2009 (loan)
→リーズ・ユナイテッドFC 2009 (loan)
→ロッチデールAFC 2010 (loan)
→ダービー・カウンティFC 2010 (loan)
→ダービー・カウンティFC 2011 (loan)
- ダービー・カウンティFC 2011-2013
- ブリストル・シティFC 2013-2019
- ミルウォールFC 2019-2021
- ストーク・シティFC 2021-

## タイトル

### 個人
- フットボールリーグ1年間ベストイレブン: 2014-15